# Lesbianas durante la dictadura franquista
Las lesbianas en la España franquista tuvieron que lidiar con una cultura en la que un estado fascista se encontró con una forma de catolicismo romano conservador para imponer roles de género tradicionales muy rígidos.  En el período inmediatamente posterior a la Guerra Civil, el nuevo régimen no se preocupó por los homosexuales en general, sino que se centró en cambiar las leyes para hacer cumplir normas de género restrictivas como la revocación del divorcio. Si bien las leyes originales que prohibían la homosexualidad estaban en los libros y se hicieron cumplir mediante una ley de 1933, se cambiaron en 1954 y 1970. A diferencia de la homosexualidad masculina, las lesbianas fueron abordadas con menos claridad por estas leyes y fueron procesadas con mucha menos frecuencia por el delito de homosexualidad.  Las lesbianas de ese período son difíciles de identificar porque no fueron identificadas como tales y, en cambio, a menudo se las identificaba como prostitutas.
Las lesbianas fueron reprimidas en España, utilizando instituciones culturales, religiosas, psiquiátricas y médicas para facilitar esta represión.  Durante el franquismo, las lesbianas se vieron obligadas a meterse en un armario ineludible que en ocasiones conducía al suicidio. En consecuencia, la cultura lesbiana fue empujada a la clandestinidad. Las mujeres tenían que reunirse clandestinamente y usar palabras clave para identificarse entre sí. Crearon sus propias unidades familiares únicas, se casaron con hombres o tuvieron matrimonios falsos con hombres homosexuales.  Algunas entraron en conventos. Ser descubierta planteaba peligros, incluido el hecho de que serían sometidas a un tratamiento de electrochoque como parte de la terapia de conversión.  Aun así, las lesbianas organizaban fiestas, iban al cine y, a partir del año de la muerte de Franco, crearon su propia escena de bares. Oculto sendero de Elena Fortún y la poesía lésbica de Lucía Sánchez Saornil fueron las obras más importantes de la literatura lésbica temprana de este período, antes de que el movimiento literario lésbico comenzara a despegar realmente en 1964 con obras como la novela de 1964 de Ana María Matute Los soldados lloran de noche.
La historia independiente del lesbianismo como movimiento político en España no comienza hasta 1975, año de la muerte de Franco, ya que las voces lesbianas habían sido silenciadas intencionalmente antes de esto. En este período inicial de transición a la democracia, las voces de los hombres homosexuales a menudo eran más fuertes y las lesbianas mayormente desempeñaban papeles de apoyo debido a la mayor visibilidad histórica de los hombres homosexuales en el pasado y al patriarcado continuo.
En 1977, el Front d'Alliberament Gai de Catalunya (FAGC) con sede en Barcelona se convirtió en la primera organización de hombres homosexuales en tener una sección lésbica. La primera organización lésbica, Grup de Lluita per l'Alliberament de la Dona, en España no se fundó hasta 1979 en Barcelona. Las tensiones políticas harían que las lesbianas se separaran de los hombres gais en 1981 y no volverían a unirse hasta principios de la década de 1990.

## Cultura lésbica
La represión de las lesbianas se diferenciaba de la de los hombres homosexuales en España en que se utilizaban instituciones culturales, religiosas, psiquiátricas y médicas para domesticar a las lesbianas.  Los hombres, en cambio, fueron reprimidos con herramientas legislativas y penitenciarias. La persecución de los hombres homosexuales fue similar a la de otros elementos socialmente indeseables.  Más tarde, el régimen vería la homosexualidad masculina como un contagio para el que se podrían utilizar herramientas psiquiátricas para prevenir su propagación. Esto resultó en la formalización de centros especializados para el encarcelamiento.
Ser lesbiana en este período se trataba de ser obligada a entrar en el armario sin posibilidad de escapar. Ocultaron su identidad a sus familiares, sus amigos, su comunidad eclesiástica y sus empleadores. Las mujeres homosexuales durante el franquismo solo podían conocerse clandestinamente, perpetuando el silenciamiento de sus voces y haciéndolas ininteligibles para los forasteros.  La naturaleza clandestina de sus relaciones hizo que las lesbianas fueran invisibles y propensas a tener imágenes colectivas sobre ellas definidas negativamente por el estado y sus aparatos. La necesidad de estar constantemente alerta al potencial descubrimiento de su orientación estresó a muchas lesbianas.  También podía conducir al aislamiento, ya que cortaron lazos con grupos que podían descubrir que eran lesbianas.  Esto incluyó grupos sociales y religiosos. Algunas lesbianas no pudieron hacer frente a las presiones que enfrentaron y se suicidaron.
Debido a las creencias del régimen de Franco sobre las mujeres, incluida la incapacidad para comprender el lesbianismo, había una cultura clandestina disponible para las mujeres lesbianas. Cuando se sospechaba que varios hombres usaban urinarios públicos, las niñas que tenían fiestas sin la asistencia de niños eran vistas con menos cautela, ya que muchos asumían que estaban siendo puras al no invitar a los niños. Su invisibilidad protegía a las lesbianas de una manera que no protegía a los hombres porque mucha gente creía que el lesbianismo no existía. Las lesbianas a menudo usaban palabras en código, como bibliotecaria o librera, para identificarse entre sí. Las lesbianas más jóvenes podían identificarse entre sí preguntándose: "¿Eres un tebeo?" Debido a que las playas estaban segregadas por género, a menudo era un lugar fácil para que las lesbianas socializaran. Organizaron cabarets donde podían cuestionar más legítimamente las normas de género mientras socializaban estrictamente con otras mujeres. Las lesbianas crearon sus propias redes económicas para asegurar su capacidad de supervivencia.  También crearon sus propios espacios en los que sentirse libres, incluso cerca de la Avenida del Paralelo y La Rambla de Barcelona. Matilde Albarracín describió sus acciones relacionadas con el régimen y las actitudes culturales de la época como "muy subversivas".
Debido a que el aparato cultural y gubernamental español a menudo se ha centrado en el concepto de familia, muchos miembros de la comunidad lésbica buscaron crear sus propias unidades familiares no tradicionales. Más tarde, en el período posfranquista, estas unidades familiares de lesbianas servirían como motivos políticos para muchas activistas que buscaban el reconocimiento de derechos en áreas como las solicitudes de asilo político, los derechos de adopción y el derecho al habeas corpus. derechos y el derecho de habeas corpus.  Las mujeres solteras podían cohabitar juntas de una manera culturalmente aceptable, siendo aceptadas o desestimadas como "primas" mientras que dos hombres que cohabitaban juntos eran atacados como "maricones".
Era habitual que estas mujeres sufrieran burlas por cohabitar con otras mujeres, ya que se pensaba que no podían encontrar hombres que las aguantaran. Sin embargo, estas actitudes que borraban a las lesbianas también les ayudaron, al permitir que su estatus preferencial como mujeres que se quedaban en casa las definiera más que su orientación. Al mismo tiempo, la falta de suposiciones sobre la naturaleza sexual de sus relaciones significaba que las mujeres temían constantemente ser sacadas del armario.
Algunas lesbianas se casaron con hombres y tuvieron hijos. Algunos se casaron después de estar en prisión para escapar de las presiones sociales que las obligaban a conformarse. Otras lesbianas se casaron antes de comprender su sexualidad y pusieron en riesgo sus relaciones al reunirse en secreto con amantes femeninas. Las lesbianas a veces se sentían culpables por lo que estaban haciendo, sintiéndose solas y aisladas. Esto a veces impulsaba a las mujeres a ir a la iglesia para confesar que tenían pensamientos impuros. A veces, las parejas de lesbianas vivían con una pareja de hombres homosexuales. Incluso podían usar a estos hombres para donaciones de semen, para así poder tener hijos y continuar presentándose a la sociedad como heterosexuales culturalmente aceptables. Con pocas salidas para escapar de los confines del matrimonio, algunas lesbianas en áreas rurales buscaron deliberadamente los conventos como un lugar más seguro para vivir. El convento les permitió ocultar más fácilmente su orientación sexual y su sexualidad.
Las lesbianas corrían el riesgo de ser encarceladas durante este período debido a su orientación. Las familias también lo desaprobaron mucho, y la terapia de conversión con tratamiento con electroshock no era algo inaudito. Algunas mujeres murieron pocos años después de recibir el tratamiento por electroshock. Este tipo de terapia de conversión y los problemas con el alejamiento familiar continuarían en la transición española a la democracia. Para muchas lesbianas era difícil decidir qué era peor: la prisión o las instituciones mentales donde se llevaban a cabo las terapias de conversión. Además de la amenaza de la terapia de conversión, las lesbianas tenían que preocuparse de que otros miembros de su familia descubrieran su orientación. Esto incluyó ser repudiadas por sus familias o ser agredidas por miembros de la familia debido a su orientación.
En las zonas rurales, las lesbianas estaban tremendamente aisladas. Sus experiencias de juventud podían ser bastante solitarias y tristes, ya que no tenían a nadie a quien acudir para que lss guiara.  Algunas de estas lesbianas buscaron escapar de esta vida mudándose a áreas más urbanas.  Algunas lesbianas de zonas rurales intentaron escapar mediante la educación. Una vez que se lograba, sus opciones a menudo se limitaban a enseñar donde continuamente temerían ser denunciadas. Si los padres sospechaban que las maestras eran lesbianas, podían retirar a sus hijos de la escuela y lo hicieron.
Las décadas de 1920 y 1930 habían creado un cambio de moda en España que permitió a las mujeres hacerse eco de sus contrapartes extranjeras en el uso de ropa y estilos tradicionalmente asociados con la masculinidad.  Esto permitió una mayor autoexpresión entre las lesbianas de la época.  La victoria de Franco cerró esta vía de expresión de la moda, con la imposición de un estilo femenino genérico que pretendía oblatar la identidad sexual femenina. La capacidad de las lesbianas para usar la ropa para expresar su sexualidad no volvería a suceder hasta la década de 1960.
A pesar de que a las lesbianas se les dio más libertad después de la muerte de Franco, la cultura lésbica continuó siendo en su mayoría invisible para la población española más grande hasta bien entrada la década de 1990, y siendo conocida como la homosexualidad oculta. Los hombres gais estaban fuera del armario, pero las lesbianas seguían siendo marginadas y permaneciendo ocultas. Durante el periodo franquista, Chueca era un barrio de clase trabajadora que también era el hogar de muchas prostitutas españolas de clase trabajadora.  Más tarde, el área se transformaría en uno de los ejes más importantes del pensamiento español de izquierda radical y sería una parte intrínseca de la identidad LGBT madrileña.
Para las lesbianas en el último período de transición, el acto sexual se convirtió en negociaciones en curso sobre el placer sexual personal, ya que la identidad y la cultura lésbicas estaban unidas con el concepto de que las lesbianas podían expresar su propia sexualidad y necesidades sexuales.

### Actividades sociales
Las lesbianas no estaban confinadas a sus hogares durante el régimen de Franco.  Muchos socializaron con otras lesbianas y conocidos no LGB tanto dentro como fuera de sus hogares, con sus propias normas y reglas culturales. Cuando las lesbianas socializaban entre sí, pero aún en la sociedad en general en lugares como teatros, cafés, cabarets y tertulias literarias, usaban seudónimos para dificultar que las personas pudieran identificarlas si salían del armario sin darse cuenta. La Cabaña Café y los Baños Orientales en la playa de la Barceloneta eran puntos de encuentro populares en Barcelona.
En las zonas urbanas, las lesbianas a veces organizaban fiestas solo para mujeres. Debido a que eran solteras y no tenían relaciones sexuales con hombres, mientras aún estaban en el armario, a menudo eran aceptadas por sus vecinos que las veían como buenos ejemplos de la feminidad española y aplaudían que no socializaran con hombres. También desarrollaron sus propias redes sociales.
Uno de los primeros bares lésbicos que se abrió en España fue Daniel's, que abrió en 1975 en la Plaza de Cardona del barrio de Sant Gervasi de Barcelona. El bar atrajo a una amplia variedad de clientes, incluidos estudiantes universitarios, amas de casa, celebridades y prostitutas lesbianas de toda España. Tenía una pista de baile con luz roja. Cuando se encendía la luz roja, señalaba una redada policial, y las mujeres se sentaban y empezaban a hablar.

### Medios de comunicación
Los años 50, 60 y principios de los 70 se consideran un "período de las catacumbas" donde la literatura para todos los miembros de la comunidad LGBT era clandestina. A pesar de las políticas draconianas que controlaban a la comunidad LGBT, las lesbianas pudieron obtener literatura del extranjero, incluidos boletines y revistas francesas como Arcadia, fundada en 1957, que estaba más centrada en los homosexuales, Groupe de lesbiennes, que se comenzó a publicar en 1976 en París, y Quand les Femmes s'aiment, publicada de 1978 a 1980.

### Literatura
Una tradición literaria española abierta y accesible para las lesbianas no comenzaría hasta el final del franquismo. La pieza más significativa de la literatura lésbica española en el franquismo temprano y medio fue Oculto sendero de Elena Fortún, que aunque nunca se publicó oficialmente hasta 2017, circulaba desde 1945 y contaba el relato ficticio de una lesbiana española en el exilio. La autora fue más famosa por otras obras, y fue el equivalente en español para muchos lectores jóvenes españoles como lo fueron Richmal Crompton, Mark Twain o Roald Dahl para los lectores estadounidenses y británicos. La poesía lésbica de Lucía Sánchez Saornil cayó en el olvido durante el franquismo cuando la escritora se escondió y trató de anonimizarse para protegerse a sí misma y a su pareja.
La literatura lésbica española tiene tres períodos principales. El primero abarca desde 1964 hasta 1975, durante los últimos años del franquismo. El segundo es el período de transición de 1975 a 1985. El último período empieza en 1985 y continúa hasta el presente. Entre las novelas protagonizadas por lesbianas durante el régimen se incluyen la novela de 1964 de Ana María Matute, Los soldados lloran de noche. El personaje lésbico se presenta como una mujer moralmente reprobable. La siguiente gran novela fue la finalista del Premio Nadal 1967 El útimo verano en el espejo de Teresa Barbero, donde la pareja de lesbianas es retratada como dos mujeres malas que luchan por adaptarse a su realidad social. La siguiente gran novela es Julia, publicada por Ana María Moix en 1969. El personaje principal lésbico expresa deseos sexuales por otras mujeres, incluida su tía y una profesora. Celia muerde la manzana de María Luz Malecón de 1972 implica a través de sus personajes lésbicos que ser lesbiana es resultado de un trauma o de personas que ejercen una mala influencia en su vida. Tiempo de cerezas de Montserrat Roig en 1976 es un ejemplo del cliché de estudiantes en una escuela femenina que tienen experiencias sexuales lésbicas.
Durante la década de 1960, Esther Tusquets y su hermano Óscar fueron los dueños y las fuerzas influyentes detrás de la editorial antidictatorial de tendencia izquierdista Lumen. A partir de 1968, tras la marcha de Oscar, la editorial comenzó a publicar obras de hombres homosexuales, mujeres en general y lesbianas específicamente, junto con obras extranjeras, textos de teoría cultural y cuentos infantiles. El mismo mar de todos los veranos fue publicado por Tusquets en 1978, mientras que El amor es un juego solitario se publicó un año después y el libro final de su trilogía, Varada tas  el último naufragio fue publicado en 1980. Estas obras fueron parte de una importante crítica literaria política lésbica de las tensiones que enfrentaban las lesbianas en su intento de existir en una sociedad heterosexista. Fueron publicadas en el mismo periodo que Palabra de mujer de Carmen Riera de 1980, otra obra importante en el canon literario lésbico de la época.
La primera escritora lesbiana importante fuera del armario fue Andrea Luca. Gloria Fuertes, Ana María Moix, Ana Rosetti, Esther Tusquets, Carmen Riera, Elena Fortún e Isabel Franc estuvieron todas en el armario durante la franquismo y las primeras etapas de la transición. Las escritoras lesbianas no empezaron a salir del armario hasta la década de los noventa. La mayor parte del cuerpo literario lésbico de este período procedía de fuera de Madrid y Castilla, y muchas eran multilingües. Cataluña a produjo Riera, Roig y Laforet. Galicia produjo a Mayoral.  Extebarria era vasca de Valencia.
A pesar de la liberalización de la sociedad española en el período de transición inmediato, la literatura con personajes lésbicos tendió a ajustarse al tipo histórico de ser figuras secundarias y representar la insubordinación contra las normas sociales heteronormativas opresivas. Si bien los hombres homosexuales fueron los homosexuales más visibles en el franquismo y el periodo de transición, las escritoras estarían a la vanguardia de la normalización de la homosexualidad en la literatura para el lector español medio en los últimos años de Franco y los primeros años de la transición. Escritoras como Esther Tusquets fueron las primeras en romper temas tabú como el deseo femenino. El feminismo político que veía al lesbianismo como un punto final natural para las mujeres comenzó a convertirse en un tema más importante en algunas obras feministas de este periodo.

### Películas
La homosexualidad comenzó a abordarse de manera más abierta y liberal en el cine español a partir de los años setenta. La mayoría de las obras importantes fueron producidas por hombres y presentaban personajes homosexuales masculinos. El vasco Eloy de la Iglesia fue un importante director de cine de este tipo en esta época.
Entre tinieblas se estrenó en 1983. Escrito por Pedro Almodóvar, presentó a Julieta Serrano como madre superiora lesbiana de un convento español. La película fue revolucionaria al romper el molde de las representaciones conservadoras de lesbianas en el cine español al utilizar el personaje de Serrano como un vehículo para criticar a la Iglesia católica y al desafiar la visión impulsada por Franco de que solo existían dos tipos de mujeres: mujeres conservadoras y decentes y mujeres liberales, malvadas y sexualmente promiscuas. La película fue rechazada por el Festival de Cine de Cannes por su trato aparentemente sacrílego a la religión, y aunque se estrenó el 9 de septiembre en el Festival de Cine de Venecia, algunos miembros del comité organizador la consideraron blasfema y anticatólica y no fue mostrada en la sección oficial. El discurso provocador y directo de Almodóvar sobre la homosexualidad en sus películas Entre tinieblas y Laberinto de pasiones fue visto por parte de la comunidad LGBT como una respuesta necesaria a la naturaleza opresiva de la censura estatal durante el franquismo que les condenó y borró.
Las representaciones liberales de lesbianas por cineastas lesbianas no comenzarían hasta mucho más tarde, durante la década de 1990. Películas influyentes de este período incluyen Costa Brava de 1995 de la directora Marta Balletbò-Coll y Ana Simón Cerezo.
Electroshock (2006) es una película que muestra el impacto del encarcelamiento de lesbianas durante la época de Franco y los efectos de la terapia de conversión de electroshock. Se basó en una historia real.
El documental Bones of Contention fue lanzado en 2018 y se centró en describir la vida cotidiana de gais y lesbianas durante el régimen de Franco. La película fue escrita por la cineasta Andrea Weiss.

## Lesbianas en el exilio
Carmen Conde, Victorina Durán, Margarita Xirgu, Ana María Sagi, Irene Polo y Lucía Sánchez Saornil sobrevivieron a la guerra como las lesbianas más famosas de España, pero todas debieron exiliarse para su propia supervivencia. Aunque relativamente abiertas sobre su orientación en el exilio, todos trataron de mantener niveles de discreción al respecto. Lucía Sánchez Saornil se exilió al final de la Guerra Civil, enfrentándose a tres desventajas: ser mujer, escritora y lesbiana.
Durante la década de 1950, Victoria Kent, de 62 años, se involucró con la filántropa neoyorquina Louise Crane, que era 15 años menor que ella, mientras vivía en el exilio.  A partir de 1954, la pareja publica Ibérica: por la Libertad. La revista fue una de las publicaciones más importantes entre los moderados españoles que viven en el exilio. Finalmente cerró en 1974. Sirvió para presionar al gobierno de Estados Unidos para que pusiera fin a sus vínculos con Franco, incluso cuando Estados Unidos buscaba fortalecerse para combatir la percibida amenaza comunista.